# Pyrellia attonita
Pyrellia attonita är en tvåvingeart som beskrevs av Adrian C. Pont 1973. Pyrellia attonita ingår i släktet Pyrellia och familjen husflugor. Inga underarter finns listade i Catalogue of Life.